# فرودگاه مکوردی
فرودگاه مکوردی (به انگلیسی: Makurdi Airport) یک فرودگاه همگانی و نظامی با کد یاتا MDI است که یک باند فرود بتن دارد و طول باند آن ۲۹۹۶ متر است. این فرودگاه در کشور نیجریه قرار دارد و در ارتفاع ۱۱۳ متری از سطح دریا واقع شده است.